# تيد ليلي
تيد ليلي (بالإنجليزية: Ted Lilly)‏ هو لاعب كرة قاعدة أمريكي، ولد في 4 يناير 1976 في لوميتا في الولايات المتحدة.

## وصلات خارجية
- تيد ليلي على موقع دوري كرة القاعدة الرئيسي (الإنجليزية)
- تيد ليلي على موقعبيزبول رفرنس.كوم (الدوري الرئيسي) (الإنجليزية)
- تيد ليلي على موقعبيزبول رفرنس.كوم (الدوري الثانوي) (الإنجليزية)
- تيد ليلي على موقع إي إس بي إن.كوم (أم.أل.بي) (الإنجليزية)
- تيد ليلي على موقع مشجعي الرسوم البيانية (الإنجليزية)